# Tom Regan
Tom Regan (28. listopad 1938, Pittsburgh – 17. února 2017) byl americký filozof, známý především svou teorií práv zvířat. V letech 1967-2001 byl profesorem filozofie na North Carolina State University. K jeho nejznámějším pracím patří The Case for Animal Rights z roku 1983. V ní zdůraznil, že je třeba zavrhnout kantovskou ideu, že lidská práva můžeme přisoudit jen subjektům schopným racionálního soudu či svobodné vůle - v takovém případě bychom z nich museli vyčlenit děti či mentálně postižené, argumentuje Regan v knize. Jedinou věc, kterou mají všichni lidé opravdu společnou, je dle Regana život ("subject-of-a-life") – ten ovšem mají i zvířata, proto jim musíme přisoudit to, co se nazývá "lidská práva", a co Regan přejmenovává na práva morální. Proto odmítá využívání zvířat ke stravě, odívání, vědeckému výzkumu či zábavě.